# Venus Awards 2014

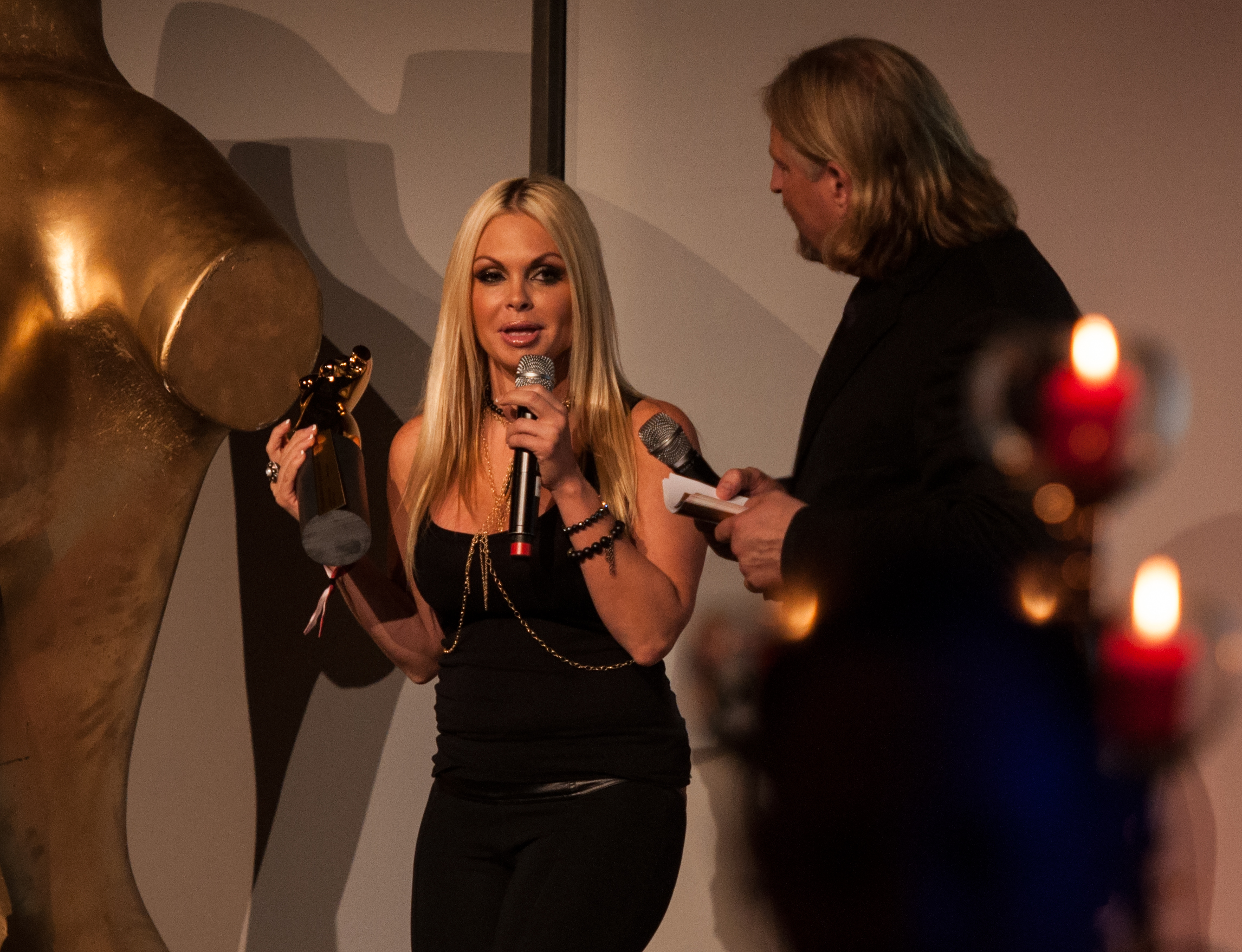
Jesse Jane bei den Venus Awards 2014

Die Venus Awards 2014 fanden in Berlin statt. Als Veranstaltungsort diente wie im Vorjahr das Ellington-Hotel im Ortsteil Schöneberg. Die Moderation übernahmen Maria Mia und Frank Kessler.

## Preisträger
- Best E-Stim Toyline – Mystim[1]
- Best Website – Fundorado.de[1]
- Best Amateur Community – Big7.de[1]
- Best Innovation – Spankrags[1]
- Best Erotic Offer – Erotic Lounge[1]
- Bestselling New Toyline – Mystim[1]
- Best Producer – John Thompson[1]
- Best Film – Rollergirl[1]
- Best Fetish – Zonah[1]
- Best MILF – Lilly Ladina[1]
- Best Actor – Jean Pallett[1]
- Best Live Performance Female – Kitty Core[1]
- Best Amateur Girl – RoxxyX[1]
- Best Newcomer – Natalie Hot[1]
- Best Actress National – Julie Hunter[1]
- Best Actress International – Bonnie Rotten[1]
- Best Asian Performer – PussyKat[1]
- Best Newcomer Label – Chris Hilton Entertainment[1]
- Jury-Award: Best Series Hard and Soft – CamGirlFarm[1]
- Jury-Award: Best German Pay Per View Offer – Blue Movie[1]
- Jury-Award: Best Penis Pump – Penomet (UPL Distribution GmbH)[1]
- Jury-Award: Best Porn Career – Salma de Nora[1]
- Jury-Award: Best Marketing Campaign – "Full on Love" (Fun Factory)[1]
- Jury-Award: Best Cross-Media Entertainment – Fundorado.tv[1]
- Jury-Award: Best Erotic Model – Micaela Schäfer[1]
- Jury-Award: Lifetime Achievement – Jesse Jane[1]
- Jury-Award: Shootingstar – Julia Pink[1]
- Jury-Award: Best TV Report – René on Tour (USA Special/Die René Schwuchow Show)[1]
- Jury-Award: Best Interactive Product – Penthouse Cyberskin Reality Girls[1]